# Philippus Bechius
Philippus Bechius (* 1521; † 3. September 1560 in Basel; deutsch Philipp Bächi, auch Philipp Bechius und Philipp Beck) war ein Schweizer Arzt, Klassischer Philologe und Hochschullehrer.

## Leben
Becchius war Professor der Medizin und Philosophie an der Universität Basel. Er starb am 3. September 1560 in Basel und wurde im dortigen Münster beigesetzt.

## Werke
Becchius übersetzte verschiedene Bücher, so 1557 Agricolas De re metallica libri XII oder Pachymeris Philosophie, ins Deutsche.